# Riprando
Riprando di Pombia (Pombia, ... – Novara, 21 dicembre 1053) è stato un vescovo cattolico italiano.
Venne soprannominato il Glorioso.

## Biografia
Riprando era nato a Pombia, ed era membro della nobile famiglia dei Conti di Pombia.
Nel 1034 è indicato per la prima volta con il titolo di chierico della Chiesa pavese, e figlio del Conte Uberto di Pombia, nonché fratello del Conte Guido, imparentanto quindi con il suo predecessore alla sede episcopale novarese, Gualberto.
Nominato vescovo di Novara il 2 febbraio 1039, assieme ai fratelli, fondò l'Abbazia dei Santi Nazario e Celso di San Nazzaro Sesia (1040 circa) e nel 1046 partecipò al fianco dell'imperatore Enrico III al Concilio di Sutri.
Morì a Novara il 21 dicembre 1053.
Nella documentazione della cattedrale di Novara è indicato con inchiostro rosso, il che era segno dell'importanza del personaggio nella diocesi.